# Copa del Generalíssim de futbol 1939-40
La Copa del Generalíssim de futbol 1939-40 va ser la 36ena edició de la Copa d'Espanya.

## Detalls
Començà el 12 de maig de 1940 i finalitzà el 30 de juny de 1940 amb la final disputada al Campo de Fútbol de Vallecas de Madrid.
Aquest fou la darrera edició en la qual els campionats regionals decidien els equips participants a la competició. Els equips classificats foren:
- Campionat d'Astúries (3): Real Sporting de Gijón, Sportiva Ovetense i Racing Club Langreano.
- Campionat de Catalunya (4): RCD Espanyol, Girona FC, FC Barcelona i CD Sant Andreu.
- Campionat del Centro (3): Athletic de Aviación, Reial Madrid CF i AD Ferroviaria de Madrid.
- Campionat de les Illes Balears (1): Athletic FC de Palma.
- Campionat de Cantabria (2): Racing de Santander i Unión Montañesa.
- Campionat de Galícia (2): RC Deportivo de La Coruña i RC Celta de Vigo.
- Campionat Mancomunat de Guipúscoa, Navarra i Aragó (4): CA Osasuna, Zaragoza FC, Donostia FC i CD Alavés.
- Campionat de Múrcia (2): Hèrcules CF i Reial Múrcia.
- Campionat del Nord d'Àfrica (1): Ceuta Sport.
- Campionat del Sud (3): Sevilla FC, Real Betis Balompié i CD Malacitano.
- Campionat de València (2): València CF i UD Levante Gimnástico.
- Campionat de Biscaia (3): Atlético de Bilbao, Baracaldo FC i SD Erandio Club.

A les Canàries no es disputà cap campionat però el CD Tenerife hi participà representant les illes.

## Setzens de final
| Equip 1           | Global | Equip 2               | Anada | Tornada |
| ----------------- | ------ | --------------------- | ----- | ------- |
| AD Ferroviaria    | 3-6    | Deportivo La Coruña   | 1-1   | 2-5     |
| Sportiva Ovetense | 3-9    | Club Celta            | 2-2   | 1-7     |
| Unión Montañesa   | 1-10   | Sporting de Gijón     | 0-6   | 1-4     |
| SD Erandio Club   | 1-3    | Racing Santander      | 1-1   | 0-2     |
| Reial Societat    | 3-0    | Racing Club Langreano | 3-0   | 0-0     |
| CD Alavés         | 0-10   | Athletic Club         | 0-6   | 0-4     |
| Baracaldo FC      | 0-7    | Reial Saragossa       | 0-4   | 0-3     |
| Girona FC         | 4-4    | CA Osasuna            | 1-2   | 3-2     |
| Athletic FC       | 2-9    | FC Barcelona          | 2-2   | 0-7     |
| València CF       | 11-3   | CD Sant Andreu        | 8-2   | 3-1     |
| CD Espanyol       | 10-2   | Levante Gimnástico    | 6-2   | 4-0     |
| CD Malacitano     | 2-3    | Hèrcules CF           | 2-1   | 0-2     |
| Reial Múrcia      | 0-6    | Reial Madrid          | 0-4   | 0-2     |
| Ceuta Sport       | 1-5    | Reial Betis           | 0-1   | 1-4     |
| Sevilla FC        | 6-2    | CD Tenerife           | 6-1   | 0-1     |

- Desempat

| Equip 1    | Marcador | Equip 2   |
| ---------- | -------- | --------- |
| CA Osasuna | 2-0      | Girona FC |

- Classificació automàtica: Athletic Aviación

## Vuitens de final
| Equip 1           | Global | Equip 2           | Anada | Tornada |
| ----------------- | ------ | ----------------- | ----- | ------- |
| FC Barcelona      | 5-0    | La Coruña         | 4-0   | 1-0     |
| Athletic Aviación | 2-2    | Reial Saragossa   | 0-0   | 2-2     |
| CA Osasuna        | 2-7    | Reial Madrid      | 1-4   | 1-3     |
| Hèrcules CF       | 5-2    | Ath. Bilbao       | 5-2   | 0-0     |
| Racing Santander  | 4-1    | Sporting de Gijón | 3-0   | 1-1     |
| Celta de Vigo     | 3-8    | RCD Espanyol      | 1-3   | 2-5     |
| València CF       | 7-5    | Reial Societat    | 3-1   | 4-4     |
| Sevilla FC        | 5-3    | Reial Betis       | 3-0   | 2-3     |

- Desempat

| Equip 1         | Marcador | Equip 2           |
| --------------- | -------- | ----------------- |
| Reial Saragossa | 4-2      | Athletic Aviación |

## Quarts de final
| Equip 1      | Global | Equip 2          | Anada | Tornada |
| ------------ | ------ | ---------------- | ----- | ------- |
| FC Barcelona | 1-3    | RCD Espanyol     | 0-2   | 1-1     |
| Reial Madrid | 5-1    | Racing Santander | 3-1   | 2-0     |
| Hèrcules CF  | 4-5    | València CF      | 2-1   | 2-4     |
| Sevilla FC   | 3-4    | Reial Saragossa  | 1-0   | 2-4     |

## Semifinals
| Equip 1      | Global | Equip 2         | Anada | Tornada |
| ------------ | ------ | --------------- | ----- | ------- |
| RCD Espanyol | 5-2    | València CF     | 3-1   | 2-1     |
| Reial Madrid | 2-1    | Reial Saragossa | 1-0   | 1-1     |

## Final
| RCD Espanyol                                              | 3 - 2 | Reial Madrid CF                   |
| --------------------------------------------------------- | ----- | --------------------------------- |
| Gabriel Jorge 30' · Gabriel Jorge 86' · Francesc Mas 112' |       | Chus Alonso 5' · Manuel Alday 89' |

## Campió
| Campions de la Copa d'Espanya 1940                     |
| ------------------------------------------------------ |
| · Reial Club Deportiu Espanyol de Barcelona · 2n títol |